# Gentianaceae
Gentianaceae é a terceira maior família da ordem Gentianales, pertencente a divisão das Angiospermas, possui distribuição cosmopolita, estando concentrada na região temperada, apesar das Américas do Sul e Central conterem a maior diversidade genérica. Possui 87 gêneros e entre 1.615 e 1.688 espécies,a família inclui ervas e subarbustos como formas de vida predominantes, raramente arbustos ou pequenas árvores.

## Etimologia
Gentiana L. 1753. O nome da família se deu em homenagem a Gêncio, rei da Ilíria entre 181-168 a.C., que recomendou a Gentiana amarela como remédio à peste. Algumas outras etimologias são encontradas em

## Morfologia
As folhas são simples, opostas ou verticiladas, frequentemente com estrutura secretora, coléteres, na face adaxial da base do (pecíolo) ou limbo, sem estípulas.

Inflorescência terminal ou axilar, em cimeiras ou mais raramente (racemos) ou espigas

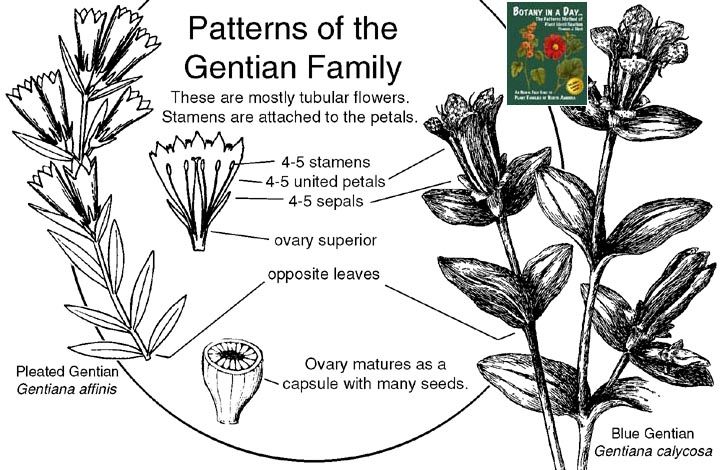
Padrões da Família Gentianaceae

As flores são bissexuadas, diclamídeas, possuem formato de sino, podem apresentar simetria actinomorfas ou zigomorfas, 4 ou 5 sépalas separadas, cálice com pétalas, 4 ou 5, unidas, geralmente possuem coléteres na base da face adaxial; corola gamopétala, actinomorfa a zigomorfa, possuem grãos de pólen 3-colpados, ovário súpero, constituido por 2 carpelos unidos (bicarpelado), formando uma única câmara. As vezes com glândulas nectaríferas ou disco na base, estilete 1, estigma geralmente 2-lobado.
O fruto geralmente é  seco, deiscente ou mais raramente carnoso, indeiscente; as sementes em geral são pequenas, arredondadas, aladas ou não.

## Relações filogenéticas

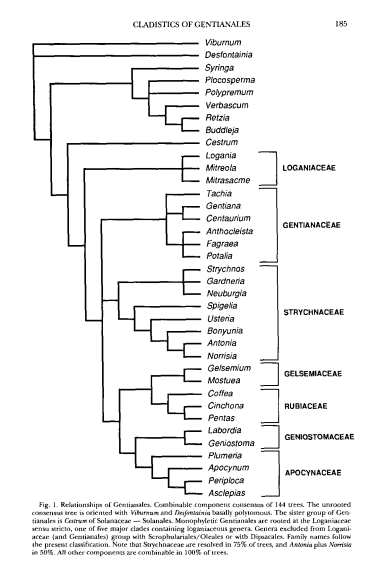
Relações filogenéticas de Gentianales.

A classificação mais recente da ordem de angiospermas Gentianales inclui quatro famílias principais: Apocynaceae, Gentianaceae, Loganiaceae e Rubiaceae. Estudos demonstram que Loganiaceae, é um grupo parafilético que pode ser definido apenas por plesiomorfias, com membros mostrando relações mais próximas com outras famílias da ordem. Apocynaceae (incl. Asclepiadaceae), Gentianaceae (incl. Loganiaceae - Potalieae) e Rubiaceae permanecem como famílias monofiléticas. A análise de grupo externo suporta tanto o monofiletismo dos Gentianales como a exclusão da ordem de Buddleja, Desfontainia, Plocosperma, Polypremum.
Apesar das angiospermas de pétalas fundidas da ordem da Gentianales ter  suporte substancial de (monofilia) suportado por análises de DNA do cloroplasto, o inter-relacionamento dos seus componentes familiares não são bem definidos.
As famílias Apocynaceae, Gentianaceae, Loganiaceae e Rubiaceae estão incluídas em Gentianales por conta sistemática. Contudo, o maior impedimento para uma classificação natural da ordem seja a (heterogeneidade) de Loganiaceae, do qual pode abranger diversos grupos monofiléticos que estão dentro e fora de Gentianales.
Para resolver tanto o problema de Loganiaceae quanto os outros questionamentos em Gentianales, foram realizados estudos em que os caracteres analisados incluem hipóteses morfológicas, anatômicas e fitoquímicas da homologia do táxon.
Gentianales é monofilético, com Solanaceae como grupo irmão. O grupo irmão de Solanaceae/Gentianales é Scrophulariales, que incluem gêneros de Loganiaceae. Portanto, todas as famílias de Gentianales são monofiléticas com exceção de Loganiaceae (parafilético).

## Diversidade Taxonômica
No mundo, são encontrados 87 gêneros, com 1.615 a 1.688 espécies.
São encontrados no Brasil 31 gêneros, 114 espécies (50 endêmicas), 1 subespécie (1 endêmica), 8 variedades (1 endêmica)
Encontra-se destacados todos os gêneros encontrados no Brasil:
| - Adenolisianthus - Aripuana - Calolisianthus - Celiantha - Centaurium - Coutoubea - Curtia - Deianira - Helia - Hockinia | - Irlbachia - Macrocarpaea - Neblinantha - Neurotheca - Potalia - Prepusa - Roraimaea - Saccifolium - Schinziella - Schultesia | - Senaea - Sipapoantha - Symbolanthus - Symphyllophyton - Tachia - Tapeinostemon - Tetrapollinia - Voyria - Voyriella - Yanomamua - Zygostigma |

## Lista de espécies brasileiras
| - Adenolisianthus(Progel) Gilg - AripuanaStruwe et al. - Bisgoeppertia Kuntze - Calolisianthus Gil - CelianthaMaguire - Centaurium Hill - Chelonanthus Gilg - Coutoubea Aubl - CurtiaCham. & Schltdl. - DeianiraCham. & Schltdl. - ExacumL. - Gentiana L. - Helia Mart. - Hockinia Gardner - Irlbachia Mart. - Lisianthius P. Browne - Macrocarpaea (Griseb.) Gilg - Neblinantha Maguire | - Neurotheca Salisb. ex Benth - Potalia Aubl. - Prepusa Mart. - Rogersonanthus Maguire & B.M.Boom - RoraimaeaStruwe et al. - Sabatia Adans. - Saccifolium Maguire & Pires;SchultesiaMart. - SenaeaTaub. - Sipapoantha Maguire & B.M.Boom - SymbolanthusG.Don - SymphyllophytonGilg - Tachia Aubl. - TapeinostemonBenth. - Tetrapollinia Maguire & B.M.Boom - Voyria Aubl. - Voyriella (Miq.) Miq. - Yanomamua J.R.Grant et al. - Zygostigma Griseb. |
| --- | --- |

## Domínios e estados de ocorrência
Apesar de muitas espécies serem de regiões temperadas, a maioria delas está concentrada em dois únicos gêneros, Gentiana e Gentianella, enquanto que os outros são encontrados nos trópicos. No Brasil há cerca de 28 gêneros e 90 espécies. No Estado de São Paulo são encontradas 20 espécies em oito gêneros. Em sua maioria, as espécies de São Paulo crescem em brejos, várzeas ou terrenos alagadiços, em áreas de campos e cerrados, sendo poucas as espécies exclusivas da Mata Atlântica.

### Distribuição Geográfica no Brasil
Apesar de não ser endêmica do Brasil existem ocorrências no:
Norte (Acre, Amazonas, Amapá, Pará, Rondônia, Roraima, Tocantins)
Nordeste (Alagoas, Bahia, Ceará, Maranhão, Paraíba, Pernambuco, Piauí, Rio Grande do Norte, Sergipe)
Centro-Oeste (Distrito Federal, Goiás, Mato Grosso do Sul, Mato Grosso)
Sudeste (Espírito Santo, Minas Gerais, Rio de Janeiro, São Paulo)
Sul (Paraná, Rio Grande do Sul, Santa Catarina)

#### Domínios Fitogeográficos
Amazônia, Caatinga, Cerrado, Mata Atlântica

##### Tipo de Vegetação
Área Antrópica, Caatinga (stricto sensu), Campinarana, Campo de Altitude, Campo de Várzea, Campo Limpo, Campo Rupestre, Cerrado (lato sensu), Floresta Ciliar ou Galeria, Floresta de Igapó, Floresta de Terra Firme, Floresta de Várzea, Floresta Estacional Semidecidual, Floresta Ombrófila (Floresta Pluvial), Restinga, Savana Amazônica, Vegetação Sobre Afloramentos Rochosos

## Reprodução
A maioria das plantas com flores requer insetos ou outros animais para mediar a transferência de pólen, os visitantes florais podem variar sua eficiência de polinização por uma variedade de razões, nenhuma das quais é mutuamente exclusiva, incluindo sua capacidade de coletar e depositar pólen o grau em que eles aspiram o pólen de seus corpos e seu comportamento ao visitar flores.
Em muitas Gentianaceae se tem uma dificuldade na distinção da porção vegetativa com a porção reprodutiva de modo que não consegue se estabelecer o limite basal da inflorescência.

## Importância Econômica
Medicina: Algumas espécies dessa família têm grande utilidade medicinal (antifúngico, anti-inflamatório, problemas intestinais, contra malária, reduz a febre, antidiabético, estimulante de apetite, controlador de hipertensão).
Bebida: Utilizadas como componente na fabricação de bebidas alcoólicas Amaro Lucano- Itália, AmerPicon Inventado em 1837 por um francês vivendo na Bélgica, Appenzeller- Suíça, Campari- Itália... ).
Perfumes e loções: Vários perfumes e produtos para cuidado da pele possui extrato de Genciana (Grain de Folie –perfume- by Sephora, SwissArmy -perfume, Zen - perfume, byShiseido... ).
Arte: Selos, moedas, cartões postais, símbolos e logos de empresas (Centaurium- Centaury Natural Health (company), Exacum- Ex-Plant, Gentiana- EnzianMotorsportklub, Gentiana - 27th Brigade d'Infanterie de Montagne, France...).
Horticultura e Floricultura: Muitas espécies da família são cultivadas para uso em ornamentação (como EustomaSalisb., Exacum L., Gentiana L. e Sabatia Adans...).
Construção: Madeira para construção (Fagraea).

## Conservação
No atual momento, a principal estratégia para conservação da natureza é a identificação e a manutenção de áreas protegidas que contenham espécies endêmicas e espécies ameaçadas de extinção. No Domínio Atlântico, a comunidade científica reconhece 637 espécies de angiospermas ameaçadas de extinção, onde 110 estão inseridas na categoria Criticamente em Perigo, 151 Em Perigo e 376 Vulnerável. Dentre as 41 espécies da família Gentianaceae encontradas na Mata Atlântica de domínio Brasileiro 4 estão listadas na categoria de ameaça, onde 2 encontra-se Em Perigo e 2 Criticamente em Perigo.

## Potencial Ornamental
Algumas espécies da família Gentianaceae podem ser cultivadas em jardins de clima temperado, tanto em regiões tropicais como em regiões temperadas. As espécies mais cultivadas na zona temperada são as do gênero Getiana. Nos estados unidos é comum encontrar vasos de plantas com Lisianthius latina. A violeta persa (Exacum affine), é mais comumente encontrada na Ásia Tropical.